# Grzegorz Socha (samorządowiec)
Grzegorz Socha (ur. 16 kwietnia 1975 w Sandomierzu) – polski samorządowiec i urzędnik, z wykształcenia prawnik, od 2024 wicemarszałek województwa świętokrzyskiego.

## Życiorys
Absolwent prawa na Uniwersytecie Marii Curie-Skłodowskiej (1999). Kształcił się podyplomowo w zakresie informatyki, prawa europejskiego oraz bezpieczeństwa i higieny pracy, a także na studiach typu MBA w Collegium Humanum w Warszawie. Pracował m.in. jako wykładowca, doradca organizacji pozarządowych i ds. funduszy unijnych; prowadził także gospodarstwo sadownicze w powiecie sandomierskim. Kierował działem prawnym spółki KSW Polska. Od 2016 zajmował stanowiska wicedyrektora ds. świadczeń w świętokrzyskim oddziale Zakładu Ubezpieczeń Społecznych, a od 2018 wicedyrektora Wojewódzkiego Funduszu Ochrony Środowiska i Gospodarki Wodnej w Kielcach. W 2024 wygrał konkurs na dyrektora Świętokrzyskiego Biura Rozwoju Regionalnego w Kielcach.
Wstąpił do Prawa i Sprawiedliwości, został sekretarzem świętokrzyskich struktur partii. W 2010 i 2014 kandydował na wójta gminy Samborzec, zajmując odpowiednio drugie i trzecie miejsce; w 2010 wystartował też do rady powiatu sandomierskiego. W 2015 zdobył mandat radnego sejmiku świętokrzyskiego (w miejsce Andrzeja Kryja), zrezygnował z niego kilka miesięcy przed końcem kadencji w 2018. W 2024 ponownie uzyskał mandat w sejmiku. 6 maja 2024 wybrany na stanowisko wicemarszałka województwa świętokrzyskiego.